# 濛阳街道
濛阳街道，原为濛阳镇，多写作蒙阳镇，是中华人民共和国四川省成都市彭州市下辖的一个乡镇级行政单位。2019年12月，撤销濛阳镇、三界镇，设立濛阳街道，以原濛阳镇和原三界镇所属行政区域为濛阳街道的行政区域，濛阳街道办事处驻濛海街1号。

## 行政区划
濛阳街道下辖以下地区：
第一社区、第二社区、伏龙社区、东星社区、园石社区、东塔社区、青江社区、杨湾社区、柏桥社区、永桥社区、凤霞社区、三湾社区、天王村、电光村、戊寅村、文山村、青卓村、佛踏村、宝祝村、南佛村、泉沟村、三王村、桂桥村、白土河村、双林村、普华村、彩林村和大汉村。